# Xavier University (Cincinnati)
La Xavier University è un'università statunitense privata con sede a Cincinnati, nell'Ohio.

## Storia
L'università fu fondata nel 1831, è una delle più antiche in tutta la nazione ed è dedicata al santo Francesco Saverio (Francis Xavier inglesizzato), nel 1840 l'ateneo si chiamava St. Xavier College, fino ad assumere l'attuale denominazione nel 1930.

## Sport
I Musketeers, che fanno parte della NCAA Division I, sono affiliati alla Big East Conference. La pallacanestro e il baseball sono gli sport principali, le partite interne vengono giocate al J. Page Hayden Field e indoor al Cintas Center.

### Pallacanestro
Xavier è uno dei college più rappresentativi nella pallacanestro, conta 25 apparizioni nella post-season, i migliori risultati sono stati nel torneo del 2004 e del 2008 quando i Musketeers raggiunsero l'Elite Eight.